# Giecz
Giecz (u Galla Anonima Gdech, u Kosmasa według tzw. rękopisu budziszyńskiego Gradec; lub według rękopisu sztokholmskiego Gdec) – wieś w Polsce położona w województwie wielkopolskim, w powiecie średzkim, w gminie Dominowo leżąca nad Moskawą. Jeden z najstarszych i najważniejszych ośrodków grodowych wzniesiony około 865 roku, związany z początkami państwa polskiego, który typuje się na prawdopodobną siedzibę rodową pierwszych Piastów.
Wieś duchowna, własność kapituły katedralnej poznańskiej, pod koniec XVI wieku leżała w powiecie pyzdrskim  województwa kaliskiego. W latach 1954–1959 wieś należała i była siedzibą władz gromady Giecz, po jej zniesieniu w gromadzie Dominowo. W latach 1975–1998 miejscowość administracyjnie należała do województwa poznańskiego.

## Nazwa
Miejscowość w formie Gdech (Gdecz) notuje Gall Anonim w swojej Kronice polskiej spisanej w latach 1112–1116. We fragmencie opisującym polskie siły bojowe Bolesława Chrobrego rozmieszczone w poszczególnych grodach Gall notuje, że miał on w Gieczu „300 pancernych i 2000 tarczowników”.

## Historia

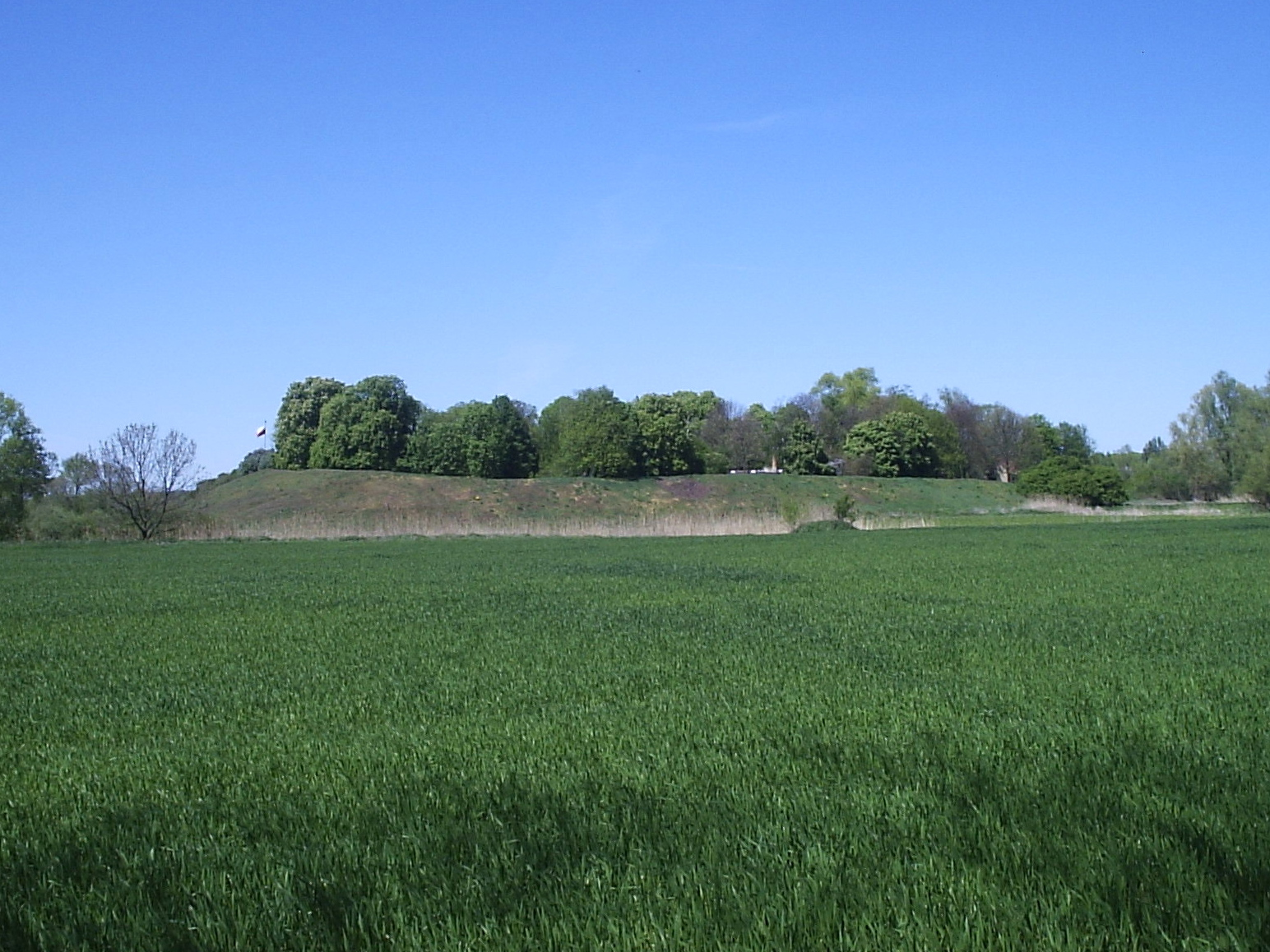
Wczesnośredniowieczne grodzisko w Gieczu

Według najnowszych badań pierwsze stałe osady na terenie dzisiejszego grodziska, nazywanego Grodziszczko, oraz w jego sąsiedztwie powstały na przełomie VIII i IX wieku. W tym okresie teren ten stanowił półwysep otoczony z trzech stron wodami nieistniejącego już jeziora. Druga z osad znajdowała się na południe, na brzegu pobliskiej Moskawy. Około 865 roku zastąpił je niewielki gród położony w północnej części Grodziszczka. Obecny stan badań archeologicznych pozwala jedynie powiedzieć, że była to twierdza na planie koła lub elipsy o promieniu ok. 45 m podobna do innych grodów plemiennych w Wielkopolsce.
W pierwszej połowie X wieku Giecz, w przeciwieństwie do innych ważnych grodów wielkopolskich jak Poznań i Gniezno, nie został spalony i zbudowany od podstaw, a jedynie znacznie powiększony u schyłku lat 20. X wieku. Ten nietypowy fakt posłużył do wysnucia teorii, że to Giecz stanowił ośrodek, skąd Piastowie opanowali pozostałe grody Polan. W wyniku wspomnianej przebudowy wzmocniono wały najstarszej części grodziska, poszerzając je i okładając kamieniami, zaś od południa pozostały teren dzisiejszego grodziska otoczono wałem ziemno-drewnianym. W ten sposób powstała dwuczłonowa forteca z wyraźnie wyodrębnioną częścią książęcą. Liczne znaleziska broni sugerują, że w Gieczu stacjonował silny garnizon wojów. W tym czasie okoliczne osady położone na północ i na południe od grodu nadal rozwijały się, a nawet powstawały nowe osiedla. Miało to związek ze znalezieniem się Giecza na przecięciu szlaków handlowych łączących Europę Zachodnią ze Wschodnią oraz kraje basenu Morza Śródziemnego z Bałtykiem. Jedna z nowo powstałych osad na wschodnim brzegu jeziora została połączona z grodem za pomocą drewnianego mostu o długości ok. 70 m zbudowanego najpóźniej w latach 90. X wieku.

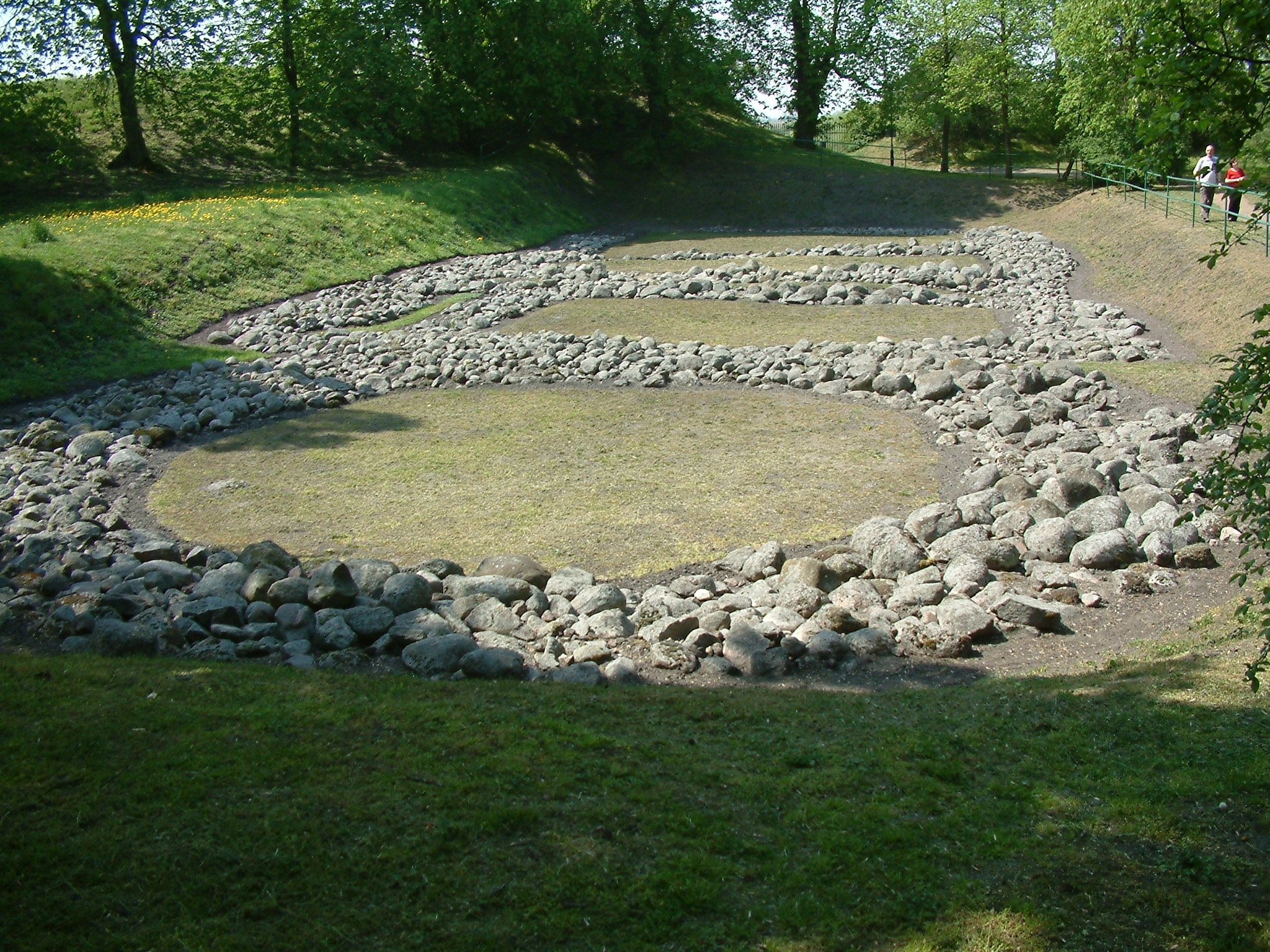
Fundamenty palatium i rotundy

Okres monarchii wczesnopiastowskiej to okres intensywnego rozwoju Giecza. Według najnowszych badań, w drugiej połowie X wieku (prawdopodobnie w latach 80.) rozpoczęto budowę palatium książęcego wraz z przyległą do niej kaplicą w formie rotundy. Z nieznanych jednak przyczyn przerwano budowę na etapie fundamentów.
Inną kamienną budowlą wczesnopiastowską był kościół św. Jana Chrzciciela. Jego nietypowa konstrukcja sugeruje, że miały być w nim złożone relikwie nieznanego nam świętego (nie wiadomo jednak, czy zostały one kiedykolwiek w tym kościele złożone). Umieszczenie relikwii poza katedrą w Poznaniu i archikatedrą w Gnieźnie również sugeruje specjalny stosunek władców piastowskich do tego miejsca.
Gród w Gieczu położony ok. 25 km na południowy zachód od Gniezna i nieco bliżej Ostrowa Lednickiego oraz ok. 30 km na południowy wschód od Poznania, miał prawdopodobnie za zadanie bronić od południa dostępu do stołecznych grodów wczesnopiastowskiego państwa polskiego (podobną funkcję sprawował Poznań od zachodu).
Giecz został w 1038 roku zajęty przez Brzetysława I. Szczegółowy opis tego najazdu znajduje się w czeskiej kronice Kosmasa. Wspomina on o braku jakiegokolwiek oporu ze strony załogi Giecza. Z tego powodu uznaje się, że przed tym rokiem Giecz utracił swoją funkcję stołeczną. Mieszkańcy grodu oraz okolicznych osad zostali uprowadzeni do Czech do miejscowości zwanej odtąd Hedčany od czeskiej nazwy Giecza – Hedeč (obecnie część miasta Kožlany), zaś sam gród został spalony.
W czasach Kazimierza Odnowiciela w Gieczu ulokowano kasztelanię. Przy odbudowie zachowano dwuczłonowy charakter umocnień, przesuwając jednak nieco wały na zewnątrz i powiększając w ten sposób teren wewnątrz grodu. Wały ponownie wzmocniono kamieniami i kamienno-gliniastą odsadzką. Odbudowano również, choć w nieco innym kształcie, kościół Jana Chrzciciela.
W tym samym okresie, we wspomnianej już osadzie na wschodnim brzegu jeziora, wzniesiono niewielki kościół pw. Wniebowzięcia Najświętszej Marii Panny (tzw. kościół św. Mikołaja), którego przebudowa na przełomie XII i XIII wieku nadała mu dzisiejszy kształt. Jednocześnie z nową świątynią powstał cmentarz. Druga nekropolia została zlokalizowana na terenie przyległego od północy podgrodzia. Natomiast dostojników świeckich i kościelnych chowano w obrębie grodowego kościoła Jana Chrzciciela już od pierwszej połowy XI wieku. O nadal dużym znaczeniu Giecza świadczy zjazd książąt wielkopolskich, który miał miejsce w grodzie w 1253 roku.
Mimo odbudowy w XIII wieku Giecz stopniowo podupadał. Za przyczynę tego stanu uznaje się zmianę przebiegu szlaków handlowych oraz powstanie ośrodków miejskich w Kostrzynie, Środzie Wielkopolskiej, Pyzdrach i Słupcy. Terytorium gieckiej kasztelanii zostało okrojone, a funkcję sądowo-administracyjną przejęło starostwo w Pyzdrach.

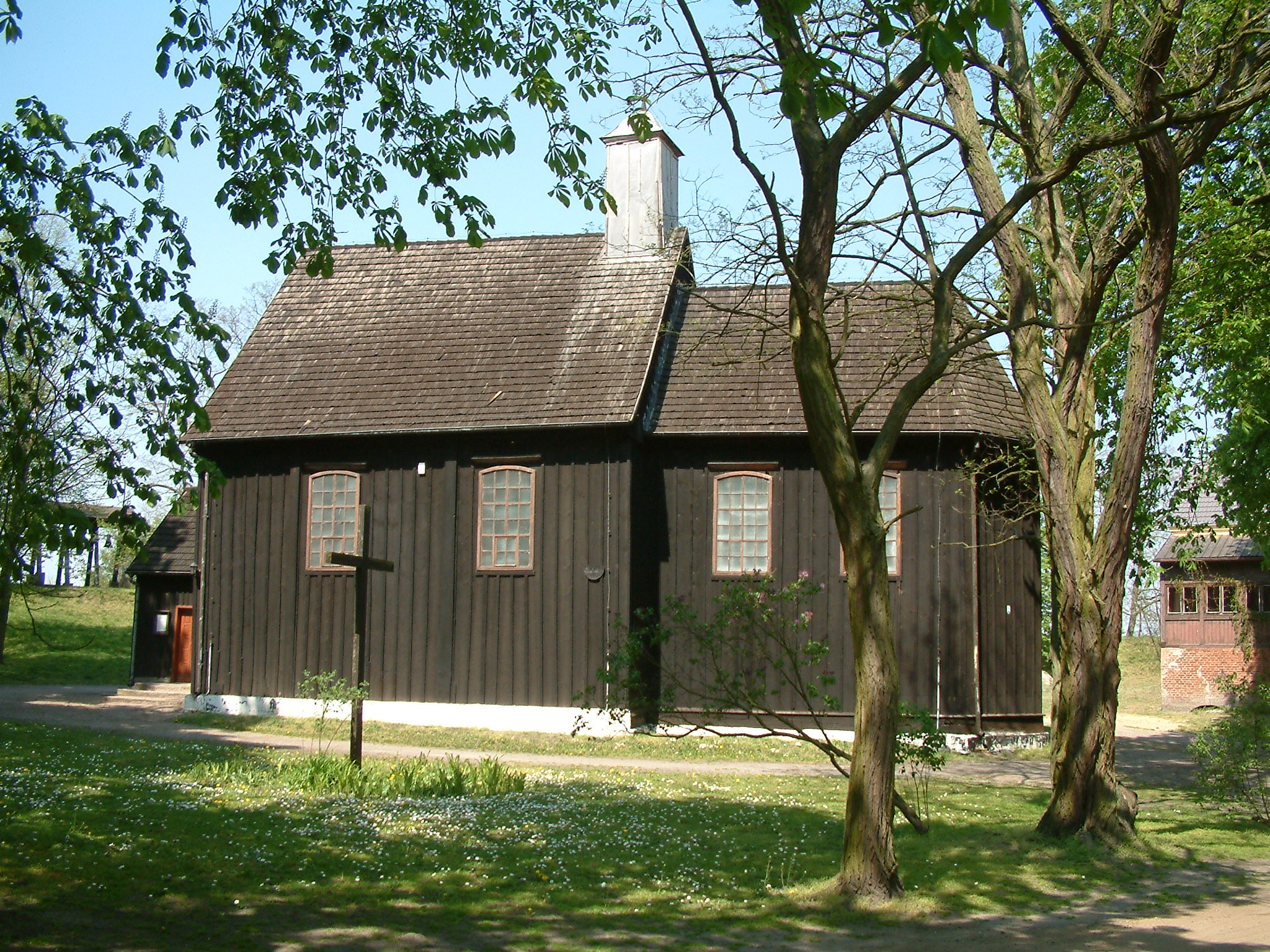
Kościół św. Jana Chrzciciela i Matki Bożej Pocieszenia

Kryzysu dopełniło zniszczenie grodu w pierwszej połowie XIII wieku podczas wojny pomiędzy Henrykiem Brodatym a Władysławem Odonicem. Mimo to gród nadal funkcjonował jako siedziba kasztelana oraz ośrodek religijny. 9 września 1286 r. Giecz został nadany notariuszowi księcia Przemysła II Tylonowi, który uwolnił przy okazji obdarowanego od wszelkich ciężarów i powinności, pozwalając jednocześnie lokować miejscowość na prawie niemieckim. Tylon przywilej ten otrzymał w zamian za usługi oddane księciu podczas podróży do Szwecji, skąd sprowadził mu małżonkę Ryksę. W 1298 roku kościół św. Jana Chrzciciela został kościołem tytularnym i podstawowym uposażeniem archidiakonatu większego diecezji poznańskiej. W tym okresie zmieniał się również układ grodu. Najprawdopodobniej w końcu XII wieku rozebrano wał oddzielający część północną i południową grodu, czyniąc z Giecza założenie jednoczłonowe.
Nie jest pewne, kiedy gród opustoszał. Miało to miejsce w końcu XIII wieku lub na początku XIV. Niektórzy wiążą to z najazdem krzyżackim, który miałby mieć miejsce w 1331 roku. Na terenie grodziska pozostała jedynie świątynia parafialna (obecnie jest to barokowy kościół św. Jana Chrzciciela i Matki Bożej Pocieszenia). Gieczem natomiast zaczęto nazywać wieś powstałą w miejscu osady położonej na wschodnim brzegu jeziora. Z czasem okoliczne osady związane z grodem usamodzielniły się, dając początek dzisiejszym wsiom: Borzejewo, Gablin, Poświątno, Biskupice oraz istniejącej tylko do XVIII wieku wsi Skłoków.
Teren dawnego grodu w XV wieku zaczęto nazywać Grodziskiem, nieco później Grodziszczem, a od końca XVIII wieku obecną nazwą – Grodziszczko.

## Badania archeologiczne

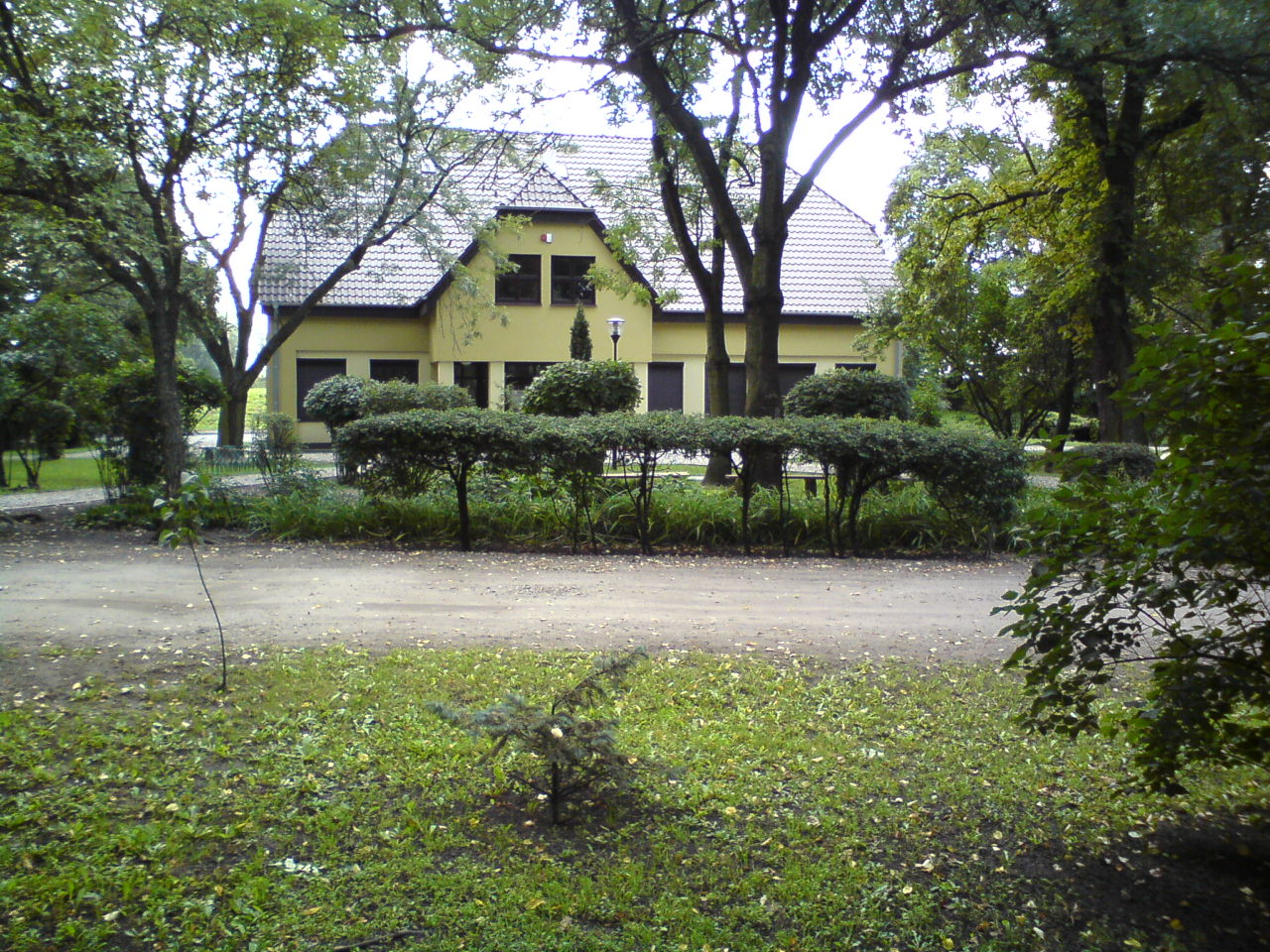
Budynek oddziału Muzeum Pierwszych Piastów na Lednicy (teren grodziska w Gieczu)

Badania archeologiczne na terenie Giecza podjęto w roku 1949 z inicjatywy i pod kierownictwem Bogdana Kostrzewskiego. Dzięki jego staraniom w 1963 roku Grodziszczko przekształcono w rezerwat archeologiczny będącym oddziałem Muzeum Archeologicznego w Poznaniu (obecnie jest to oddział Muzeum Pierwszych Piastów na Lednicy). Pierwszy etap wykopalisk zakończył się w 1966 roku. Prace wznowione w 1993 roku trwają do dziś.
Oprócz samego grodziska, prace archeologiczne prowadzone są również na terenie cmentarzyska z przełomu XI i XII wieku, przylegającego do grodziska od strony północnej. W wyniku tych prac odkryto ok. 300 pochówków, które tworzyły rzędy zgrupowane w różnej wielkości kwatery oddzielone od siebie pasami wolnej przestrzeni. Przy pochowanych zmarłych odkryto różnego rodzaju przedmioty. Były to m.in. metalowe elementy stroju, jak np. sprzączki do pasa i okucia rzemieni, a także, znajdowane przede wszystkim w grobach kobiecych i dziecięcych, ozdoby – kabłączki skroniowe, obrączki i pierścionki oraz kolie z koralików wykonanych z kamieni półszlachetnych i szkła.

## Zabytki

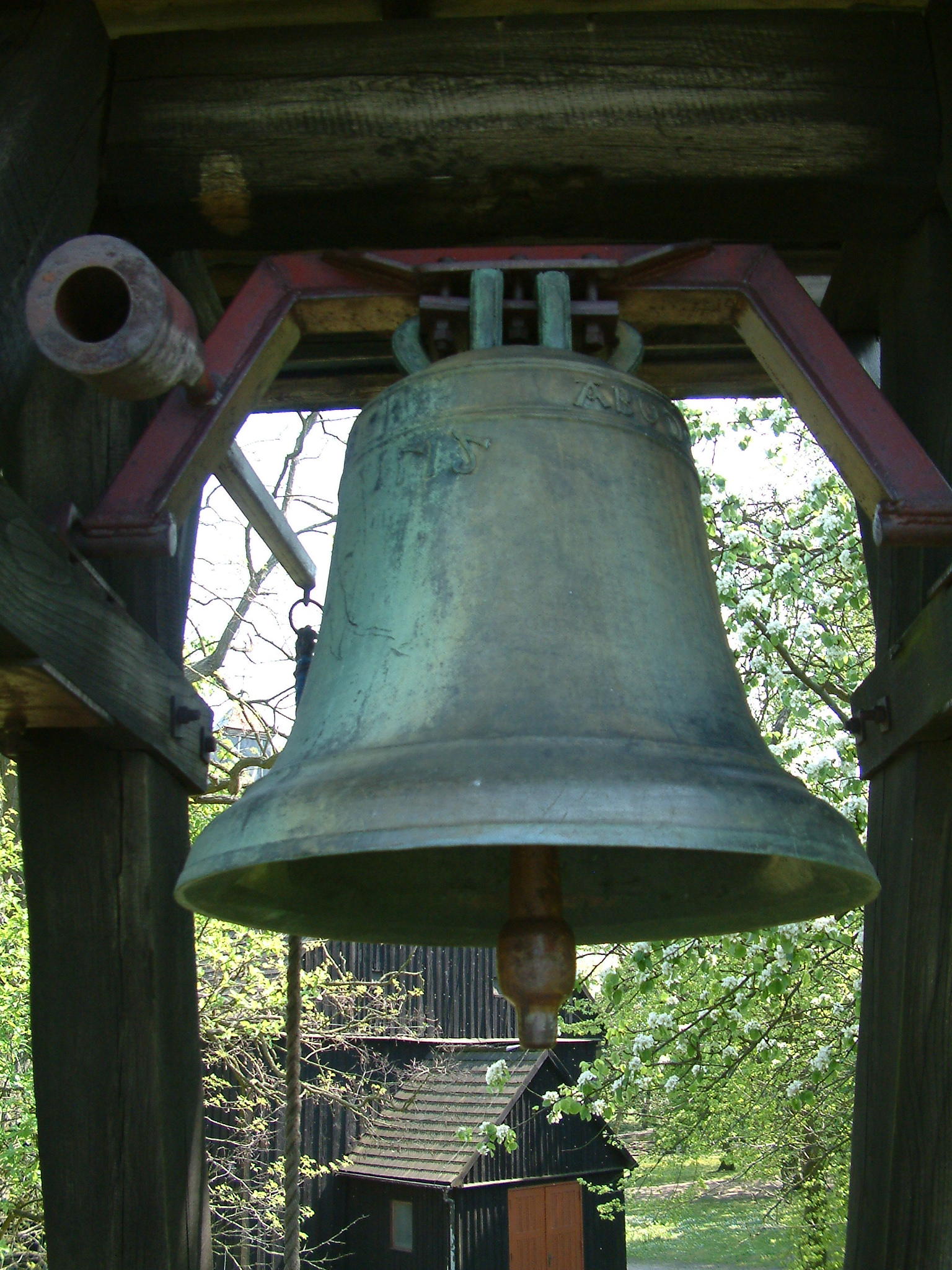
Dzwon z 1515 roku

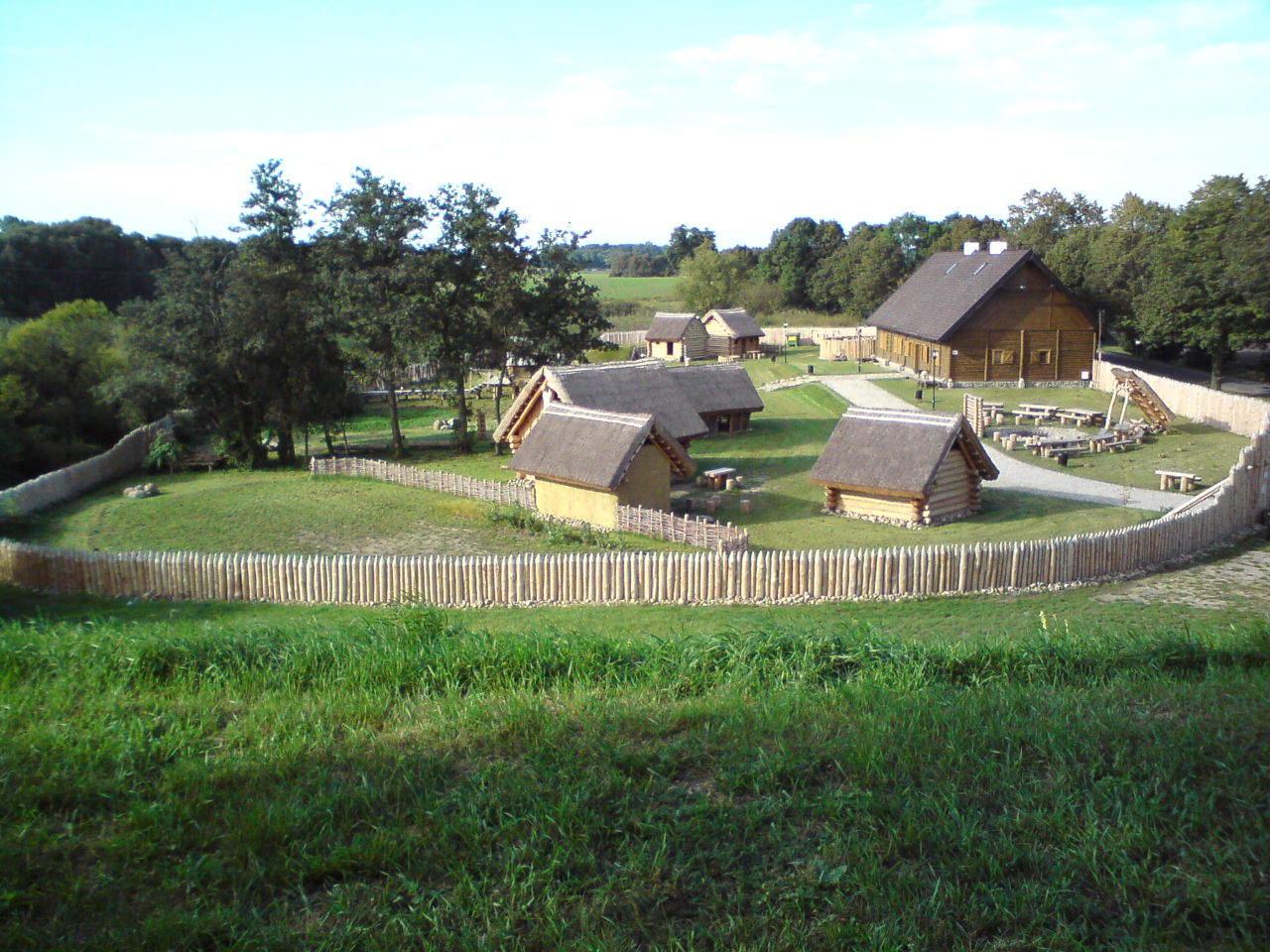
Rezerwat Archeologiczny Giecz

- Grodziszczko – gród obronny o powierzchni ok. 3,6 ha (wewnątrz obwałowań 1,6 ha) na planie pięciokąta; wały mają u podstawy ok. 30 m i sięgają do 9 m wysokości. Na terenie grodziska znajdują się:
  - fundamenty palatium;
  - drewniany barokowy kościół św. Jana Chrzciciela i Matki Bożej Pocieszenia, znajdujący się na pozostałościach kamiennej świątyni wczesnopiastowskiej;
  - na szczycie wału współczesna dzwonnica; jeden z dzwonów pochodzi z 1515 roku.
- Giecz – kościół Wniebowzięcia Najświętszej Maryi Panny i św. Mikołaja w Gieczu